# Cirrus SF50
Die Cirrus SF50 Vision ist ein Very Light Jet des US-amerikanischen Flugzeugherstellers Cirrus Design Corporation.

## Geschichte
Das Flugzeug ist das erste von einem Mantelstromtriebwerk (Turbofan) angetriebene Flugzeug der Firma Cirrus. Es wurde unter dem Namen The Jet im Dezember 2006 von Cirrus angekündigt und hatte am 3. Juli 2008 vom Duluth International Airport in Minnesota aus seinen Erstflug. Inzwischen wurde die Maschine in SF50 umbenannt.
Im Oktober 2016 erteilte die US-amerikanische Luftfahrtbehörde Federal Aviation Administration (FAA) die Zulassung. Die EASA-Zulassung folgte 2017.
2018 wurde Cirrus für die Entwicklung des Vision Jet bis zur Marktreife mit der Collier Trophy 2017 ausgezeichnet.
2019 wurde das verbesserte Modell G2 angekündigt, seit 2020 erhalten alle neu ausgelieferten Flugzeuge ein automatisches Notfallrückkehrsystem namens Garmin Autoland. Im Jahr 2021 folgte die nochmals leicht verbesserte Variante G2+, mit welcher auch ein WLAN-System über Satellit serienmäßig eingeführt wurde.
In den Jahren 2018 bis 2022 war die Cirrus SF50 jeweils der weltweit meistausgelieferte Business-Jet.

## Technische Daten
Das Flugzeug ist ein einmotoriger Eindecker aus Verbundwerkstoff mit Turbofantriebwerk im Heck und Platz für bis zu sechs Personen inklusive Crew. Es hat ein V-förmiges Leitwerk und ist mit einem Glascockpit ausgestattet.
Für Notfälle gibt es ein Gesamtrettungssystem, das im Ernstfall einen Fallschirm aktiviert und das gesamte Luftfahrzeug kontrolliert zu Boden sinken lässt.
Seit 2025 ist serienmäßig ein Knopf zur automatischen Notlandung eingebaut.
| Kenngröße             | G1 | G2                                                     | G2+                                                  |
| --------------------- | --- | ------------------------------------------------------ | ---------------------------------------------------- |
| Besatzung             | ein bis zwei Piloten | ein bis zwei Piloten                                   | ein bis zwei Piloten                                 |
| Passagiere            | vier, bei nur einem Piloten fünf                                                                                         | vier, bei nur einem Piloten fünf                       | vier, bei nur einem Piloten fünf                     |
| Länge                 | 9,3 m | 9,42 m                                                 | 9,42 m                                               |
| Spannweite            | 11,7 m | 11,7 m                                                 | 11,7 m                                               |
| Höhe                  | 3,3 m | 3,3 m                                                  | 3,3 m                                                |
| Nutzlast              | 542 kg | 602 kg                                                 | 635 kg                                               |
| Leermasse             | 1681 kg | 1610 kg                                                | 1610 kg                                              |
| max. Startmasse       | 2727 kg | 2727 kg                                                | 2727 kg                                              |
| Startstrecke          | 621 m | 621 m                                                  | 621 m                                                |
| Landerollstrecke      | 496 m | 496 m                                                  | 496 m                                                |
| Reisegeschwindigkeit  | 240 kn (ca. 440 km/h) (Economy Cruise)                                                                                   | 305 kn (ca. 560 km/h)                                  | 305 kn (ca. 560 km/h)                                |
| Höchstgeschwindigkeit | 300 kn (ca. 560 km/h) (High Speed Cruise)                                                                                | 311 kn (ca. 580 km/h)                                  | 311 kn (ca. 580 km/h)                                |
| Dienstgipfelhöhe      | 28.000 ft (ca. 8.500 m)                                                                                                  | 31.000 ft (ca. 9.400 m)                                | 31.000 ft (ca. 9.400 m)                              |
| Reichweite            | ~900–1850 km (High Speed Cruise) ~1000–2222 km (Economy Cruise) (abhängig vom Gewicht, unter Einhaltung der IFR-Reserve) | ~1100 km (High Speed Cruise) ~2222 km (Economy Cruise) | ~2361 km (Economy Cruise)                            |
| Triebwerke            | 1 × Williams International FJ33-4A-19 mit 8,5 kN Schub                                                                   | 1 × Williams International FJ33-5A mit 8,21 kN Schub   | 1 × Williams International FJ33-5A mit 8,21 kN Schub |
| Preis                 | 1,72 Mio. US-Dollar |                                                        | 3,25 Mio. US-Dollar                                  |